# Pierstnica
Pierstnica – wieś w Polsce położona w województwie dolnośląskim, w powiecie milickim, w gminie Krośnice.
W latach 1954-1959 wieś była siedzibą gromady Pierstnica, po jej zniesieniu w gromadzie Bukowice. W latach 1975–1998 miejscowość administracyjnie należała do województwa wrocławskiego.

## Zabytki
Do wojewódzkiego rejestru zabytków wpisany jest:
- zespół dworski, z około 1900 r.
  - dwór
  - park